# Cat Scratch Fever
Pour le titre, voir Cat Scratch Fever.
Albums de Ted Nugent
Free-for-All
(1976) Weekend Warriors
(1978)
Singles
1. Cat Scratch Fever
Sortie : août 1977
2. Homebound
Sortie : février 1978

Cat Scratch Fever est le troisième album du guitariste américain Ted Nugent. Il est sorti le 13 mai 1977 sur le label Epic Records.

## Historique
Cet album fut enregistré en grande partie à New York dans les studios de Columbia Records avec des compléments enregistrés à Londres dans les studios CBS. Il fut produit comme ses deux prédécesseurs par le trio, Tom Werman, Lew Futterman et Cliff Davies et voit le retour de Derek St.Holmes au chant et à la guitare rythmique.
Il ne manquait qu'un hit pour lancer définitivement Ted Nugent, ce fut fait avec la chanson Cat Scratch Fever qui se classa à la 30e place du Billboard Hot 100 aux États-Unis. L'album se classa à la 17e place du Billboard 200 et se vendra à plus de trois millions d'exemplaires aux USA.
La chanson Death By Misadventure (décès accidentel) est en lien direct avec la mort de Brian Jones, qui fut retrouvé noyé dans sa piscine et le mépris de Ted Nugent pour les drogues. La chanson Cat Scratch Fever doit son titre à la femme d'alors de Ted, Sandra Nugent.
La réédition de 1999 propose deux titres bonus enregistrés en public au Hammersmith Odeon de Londres en 1977.

## Liste des titres
- Tous les titres sont signés par Ted Nugent, sauf indication.

Face 1
1. Cat Scratch Fever - 3:38
2. Wang Dang Sweet Poontang - 3:15
3. Death by Misadventure - 3:29
4. Live It up (Nugent, Derek St. Holmes) - 3:59
5. Home Bound - 4:41

Face 2
1. Workin' Hard, Playin' Hard - 5:41
2. Sweet Sally - 2:32
3. A Thousand Knives - 4:46
4. Fist Fightin' Son of a Gun - 2:48
5. Out of Control - 3:27

Titres bonus réédition Cd 1999
1. Cat Scratch Fever (live) - 4:52
2. Wang Dang Sweet Poontang (live) - 5:44

## Musiciens
- Ted Nugent: guitares, guitare solo, chant
- Derek St. Holmes:chant, guitare rythmique, chœurs
- Cliff Davies: batterie, percussions, chœurs
- Rob Grange: basse

Musiciens additionnels
- Boz Burrell, Alan Spenner, Rory Dodd: chœurs
- Tom Werman & Montego Joe: percussions

## Charts et certifications

### Album
| Pays        | Durée du classement | Meilleur classement | Date             |
| ----------- | ------------------- | ------------------- | ---------------- |
| Canada      | 22 semaines         | 25e                 | 19 novembre 1977 |
| États-Unis  | 39 semaines         | 17e                 | 13 août 1977     |
| Royaume-Uni | 5 semaines          | 28e                 | 9 juillet 1977   |
| Suède       | 6 semaines          | 14e                 | 1er juillet 1977 |

Certifications
| Pays       | Certification | Ventes      | Date             |
| ---------- | ------------- | ----------- | ---------------- |
| Canada     | Platine       | 100 000 +   | 1er juillet 1977 |
| États-Unis | 3 × Platine   | 3 000 000 + | 9 mars 2001      |

### Charts singles
| Single              | Chart           | Durée du classement | Position | Date             |
| ------------------- | --------------- | ------------------- | -------- | ---------------- |
| "Cat Scratch Fever" | Hot 100         | 11 semaines         | 30e      | 8 octobre 1977   |
| "Cat Scratch Fever" | RPM Top Singles | 12 semaines         | 37e      | 1er octobre 1977 |
| "Homebound"         | Hot 100         | 4 semaines          | 70e      | 18 février 1978  |